# Membranoppia loxolineata
Membranoppia loxolineata är en kvalsterart som först beskrevs av Wallwork 1965.  Membranoppia loxolineata ingår i släktet Membranoppia och familjen Oppiidae. Inga underarter finns listade i Catalogue of Life.